# Birgit Wildeman
Birgit Wildeman (* 1964 in Münster) ist eine deutsche Organistin.

## Leben
Birgit Wildeman nahm bei Winfried Berger ersten Orgelunterricht und studierte anschließend bei Peter Neumann an der Hochschule für Musik und Tanz Köln. Sie legte 1987 die Künstlerische Reifeprüfung mit dem Prädikat „Mit Auszeichnung“ und im folgenden Jahr das Konzertexamen ab. Sie ergänzte 1988–1990  ihre Ausbildung am Conservatorium van Amsterdam bei Ewald Kooiman. Seit 1995 wirkt sie als Kirchenmusikerin an St. Johannis in Nieblum auf der Insel Föhr. 1987–1996 lehrte sie als Dozentin das Fach Orgel an der Universität Münster.

## Tondokumente
- Orgelmusik auf Föhr. CD, Musicom 1999.
- Orgelmusik auf Pellworm. CD, Musicom 2005.

## Filmmusik
- Atem des Meeres. Improvisationen auf der Orgel der Alten Kirche in Pellworm zum Film von Pieter-Rim de Kroon.[3]